# Afasia
L'afasia (dal greco antico ἀφασία?, aphasía, "non parola") è la perdita della capacità di comporre e comprendere il linguaggio, dovuta a lesioni alle aree del cervello deputate alla sua elaborazione. Non rientrano nelle afasie quindi i disturbi del linguaggio causati da deficit sensoriali primari, da deficit intellettivi, da disturbi psichiatrici o da debolezza dell'apparato muscolo-scheletrico.

## Caratteristiche
È causata da lesioni delle aree del cervello primariamente deputate all'elaborazione del linguaggio (area di Broca e area di Wernicke) o ad altre aree di connessione con diversi centri del cervello variamente implicati nella funzione. Queste aree sono collocate in genere nell'emisfero sinistro per i soggetti destrimani (nei rari casi in cui siano collocate nell'emisfero destro si parla di "afasia crociata"). Nei soggetti mancini, nel 60% dei casi si trovano nell'emisfero destro, mentre nel restante 40% nell'emisfero sinistro o in entrambi.
Le alterazioni comprese nel termine di afasia possono riguardare vari aspetti del linguaggio:
- comprensione
- produzione
- ripetizione
- strutturazione.

Il fenomeno quindi si può manifestare in vari modi: ad esempio può venire meno la capacità di riconoscere una parola o di scegliere la parola adatta. Una parola può essere sostituita con un'altra di significato diverso ma della stessa famiglia (ora invece di orologio), oppure può essere usata una parola sbagliata ma dal suono simile a quella giusta (zuccotto invece di cappotto), o una parola completamente diversa e senza alcun legame apparente con quella corretta; il disturbo inoltre può coinvolgere solo il parlato, la capacità di ripetere una frase, la strutturazione di un discorso di senso compiuto, o anche solo la capacità di scrivere. Spesso si accompagna ad altri disturbi, come la disartria o l'aprassia.
È stato osservato su molti individui affetti da questa patologia che la dimenticanza delle parole segue un ordine ben preciso, senza eccezioni: le prime parole a essere dimenticate sono i nomi propri, poi i nomi comuni, seguono gli aggettivi e infine i verbi e le preposizioni.
Grazie alle capacità neuroplastiche del sistema nervoso centrale, più evidenti nei bambini e nei soggetti giovani, le abilità linguistiche perdute possono, a volte, essere recuperate grazie all'intervento di aree cerebrali adiacenti o interconnesse.

## Epidemiologia
L'afasia avviene in una varietà di condizioni cerebrovascolari, traumatiche, e degenerative. L'ictus è la causa più comune di afasia e circa il 20% dei pazienti con ictus sviluppano afasia. Le statistiche per gli Stati Uniti riportano più di 700 000 casi totali e una quota di 170 000 nuovi casi di afasia all'anno. Alcuni studi inducono a ritenere che vi sia una minore incidenza di afasia nelle donne perché possono avere più bilateralità della funzione del linguaggio. Le differenze possono esistere nel tipo di afasia, più donne sviluppano l'afasia di Wernicke rispetto agli uomini. L'età può essere un fattore importante nella ripresa. Alcuni studi inducono a ritenere che la ripresa di afasici da ictus non è riuscita per quanto riguarda i pazienti di età superiore ai 70 anni rispetto ai pazienti più giovani. Tuttavia, a qualsiasi età, il recupero di vari gradi può verificarsi anche in tempi remoti dalla lesione cerebrale.

## Cause
Qualsiasi disturbo cerebrale è in grado di causare un'afasia a patto che interessi l'emisfero dominante e le strutture deputate all'elaborazione del linguaggio. In ordine di frequenza si hanno:
- Infarti cerebrali riguardanti solitamente rammollimenti dei territori dell'arteria silviana, della arteria cerebrale anteriore sinistra o della arteria cerebrale posteriore. Causano un'insorgenza grave acuta.
- Attacco ischemico transitorio in cui l'afasia regredisce nel corso di alcune ore.
- Emorragie cerebrali: grandi emorragie dei nuclei centrali, ematomi lobari, ma anche piccole emorragie talamiche
- Processi espansivi (di solito tumori) emisferici sinistri, frontali o temporali, che causano un'afasia progressiva.
- Processi degenerativi (atrofie cerebrali) caratterizzati da un progressivo deterioramento mentale in cui i disturbi del linguaggio rappresentano solo una parte dei sintomi (es. demenza frontotemporale, specie forma afasica primaria o semantica; malattia di Alzheimer, ecc.)
- Sclerosi multipla
- Traumi cranici che sono responsabili di ematomi intracranici in particolar modo nel lobo temporale sinistro, contusioni cerebrali e trombosi arteriosa post-traumatica (carotide interna e arteria silviana).
- Processi infettivi responsabili di un ascesso cerebrale o di un'encefalite.
- Crisi epilettica parziale che può produrre afasie dell'ordine del minuto.
- Attacco di emicrania con aura, nella sua fase prodromica (15-30 minuti).

## Afasie fluenti e afasie non-fluenti
Una prima importante differenza fra afasici è basata sulla fluenza dell'eloquio.

### Afasie fluenti
Gli afasici fluenti hanno un eloquio relativamente produttivo, riuscendo a generare una ventina di parole al minuto con frasi composte da 5-6 elementi; dispongono inoltre di una prosodia e di un'intonazione della frase relativamente normali. Generalmente non sembrano rendersi conto dei propri deficit. Il loro linguaggio è caratterizzato dalla presenza contemporanea di parole appropriate e di parole prive di nesso; le frasi, spesso lunghe, non seguono le regole della sintassi e sono rese imprecise dall'utilizzo frequente di perifrasi; tuttavia, nei casi più gravi, l'afasico fluente riesce a produrre soltanto parole senza senso, generando un linguaggio completamente vuoto.
Le afasie fluenti sono causate da lesioni parietali temporali dell'emisfero sinistro.

### Afasie non-fluenti
Gli afasici non-fluenti sono caratterizzati da una scarsa produzione verbale spontanea, riescono a produrre soltanto parole isolate o frasi molto brevi composte da 2-3 elementi, riducendo l'espressione in alcuni casi a una stereotipia o a una formula verbale; hanno inoltre una prosodia ed un'intonazione della frase fortemente rallentate e anormali. Utilizzano strutture sintattiche molto semplici: impiegano pochi verbi, a volte neanche coniugati, ed usano uno stile telegrafico, cioè non utilizzano particelle come articoli, preposizioni e pronomi.
Spesso, accorgendosi delle difficoltà nella comunicazione, i pazienti si scoraggiano e rinunciano all'eloquio o compensano le necessità con il linguaggio non verbale. 
Le afasie non fluenti sono causate da lesioni frontali dell'emisfero sinistro.

## Classificazione tradizionale delle afasie

### Afasia globale
L'afasia globale è un grave deficit della produzione, comprensione ed elaborazione di messaggi linguistici: l'eloquio risulta limitato a frammenti sillabici ricorrenti, comprensione e ripetizione sono gravemente alterate, lettura a voce alta e scrittura sono praticamente assenti, la comprensione di parole scritte è possibile solo per parole d'uso frequente. Si tratta quindi di una afasia non fluente, causata in genere da ampie lesioni dell'emisfero sinistro che coinvolgono la corteccia perisilviana pre e post-rolandica e le strutture profonde sottostanti. Alcuni pazienti sembrano rendersi conto delle proprie difficoltà e reagiscono in due modi opposti: con espressioni di disperazione, oppure perdono completamente l'attitudine a comunicare.

### Afasia di Broca
L'afasia di Broca è un'afasia non fluente ed è causata da lesioni corticali dell'area di Broca e una parte del territorio dell'arteria silviana, ma anche da lesioni sottocorticali che interessano il putamen o la capsula interna.
I pazienti affetti da questo disturbo mostrano problemi di agrammatismo; il parlato è poco fluente, mancano parole-funzione (articoli, preposizioni) e morfologia, è privo di intonazione, presenta parafasie fonemiche e fonetiche. A livello di comprensione del linguaggio sono presenti disturbi sul piano sintattico-grammaticale (come difficoltà a riconoscere una frase passiva semanticamente reversibile, per esempio "il bambino insegue il cane/il cane è inseguito dal bambino"), e su quello fonologico (come difficoltà a distinguere fonemi simili, per esempio /p/ e /b/); anche la ripetizione di frasi è compromessa. In genere comunque la comprensione è meno danneggiata della produzione. Il paziente con afasia di Broca ha la consapevolezza della sua situazione e non è infrequente che scoppi in lacrime facilmente sentendosi frustrato e depresso.
La sua causa più frequente è l'ictus; seguono tumori cerebrali, emorragie, demenze e ascessi.
In generale dopo qualche settimana l'afasia può regredire, ma in alcuni casi tale linguaggio può rimanere agrammatico oppure rimane una parlata con un accento straniero poiché viola alcune leggi fonetiche tipiche della lingua originaria (infatti è del tutto casuale l'eventuale somiglianza con qualche lingua). Tale fenomeno si chiama sindrome dell'accento straniero, è un evento raro ed è conosciuto dal 1919 (ci sono stati solo 20 casi conosciuti da allora). In un terzo dei casi, il problema si risolve entro un anno; negli altri, invece, resta per tutta la vita.
Un esempio di tale sindrome è Linda Walker, inglese, che dopo un ictus ha ripreso a parlare con un accento giamaicano.

### Afasia di Wernicke
L'afasia di Wernicke (o afasia recettiva) è un'afasia fluente in genere causata da una lesione corticale dell'area di Wernicke, della corteccia uditiva associativa e del lobulo parietale inferiore. L'afasia di Wernicke comporta problemi sia nella comprensione del linguaggio sia nella produzione. La capacità di elaborare un discorso fluentemente è mantenuta; l'eloquio è parafasico e ricco di circonlocuzioni con neologismi. Il paziente non si rende conto che il suo linguaggio è incomprensibile e può manifestarsi collerico e paranoico. L'unica comprensione conservata è quando gli si ordinano movimenti che utilizzano la muscolatura assiale (es. alzati, chiudi gli occhi, girati) ma non capisce la domanda "come ti chiami?".

### Afasia transcorticale
L'afasia transcorticale è un particolare tipo di afasia caratterizzato da un relativo risparmio della ripetizione; essa si suddivide in tre sottogruppi:
- L'afasia transcorticale sensoriale si tratta di una afasia fluente in cui sono fortemente compromesse tutte le competenze della comprensione, elaborazione e produzione del linguaggio, fatta eccezione per la ripetizione. Le lesioni sono localizzate nelle zone adiacenti all'area di Wernicke.
- L'afasia transcorticale motoria è una afasia non fluente, caratterizzata da gravi deficit nella produzione del linguaggio, ma con una comprensione ed elaborazione dello stesso relativamente conservate. La lesione è localizzata nelle cortecce frontali.
- L'afasia transcorticale mista è una afasia non fluente particolarmente grave. I pazienti dispongono di un linguaggio completamente incomprensibile, le uniche abilità superstiti sono quelle residue di ripetizione e di linguaggio automatico (canzoni, preghiere, ecc.).

### Altri tipi di afasie
Nella classificazione tradizionale delle afasie sono inserite anche:
- L'afasia di conduzione è una afasia fluente, caratterizzata da un grave deficit nella ripetizione, cioè nel produrre uno stimolo su imitazione, e da numerose parafasie fonemiche. Fu ipotizzata da Wernicke e descritta per la prima volta da Lichtheim nel 1885. La lesione che causa questo tipo di afasia è al livello del lobo parietale di sinistra (giro angolare) e del fascicolo arcuato.
- L'afasia anomica è un particolare tipo di afasia fluente, i pazienti affetti da tale disturbo hanno difficoltà a trovare i termini esatti con cui esprimersi, riescono tuttavia a pronunciare quelle stesse parole su imitazione. La comprensione e le competenze per il linguaggio scritto sono generalmente meno compromessi.

## Afasia acquisita in età evolutiva
L’afasia acquisita in età evolutiva è riferita a tutti i disturbi del linguaggio dovuti a lesioni cerebrali che si sono presentate dopo l'acquisizione del linguaggio (tumore, infezioni batteriche, epilessia, trauma cranico).
L'emisfero destro ha un ruolo importante nella rappresentazione del linguaggio parlato nel bambino piccolo, infatti si è riscontrata un'altra frequenza di afasia crociata in caso di lesioni destre e la possibilità di un normale sviluppo del linguaggio dopo lesione sinistra.

## L'approccio psicolinguistico
La classificazione tradizionale delle afasie ha generato diversi problemi e contestazioni. Non sempre è possibile posizionare un soggetto in una delle categorie tradizionali; inoltre i pazienti classificati in uno stesso gruppo possono differenziarsi, anche di molto, per la qualità degli errori commessi. Infine, in diversi casi la patologia del paziente si evolve, e ciò non permette più di classificarlo nella stessa sindrome iniziale.
La moderna neuropsicologia cognitiva basa lo studio dell'afasia sul sistema di componenti del linguaggio elaborato dalla psicolinguistica, individuando in questo modo deficit specifici in relazione a tre livelli:
- Livello fonologico: valuta la produzione delle unità fondamentali delle parole, i fonemi. Nella produzione verbale si osservano disturbi del livello fonetico e del livello fonemico. I primi vengono studiati usando strumenti che rilevano i movimenti dei singoli organi articolatori e il VOT (Voice Onset Time, ovvero l'intervallo di tempo tra l'apertura del condotto fonoarticolatorio e l'inizio della vibrazione delle corde vocali), e consistono prevalentemente in emissione di suoni distorti, varianti non esistenti nella lingua del paziente e aumento dei tempi di pronuncia (visibili più per le consonanti che per le vocali). I secondi sono disturbi nella conversione dei suoni delle parole (che mantengono una corretta rappresentazione nella mente del paziente) in forme appropriate per l'articolazione, e si manifestano con parafasie fonemiche, ovvero sostituzione, omissione, ripetizione o aggiunta di fonemi all'interno delle parole, che in casi gravi diventano irriconoscibili, dando luogo a neologismi e gergo neologistico (nel caso non si comprenda neanche una parola) o gergo fonemico (nel caso qualche parola si comprenda ancora).
- Livello lessicale-semantico: riguarda le conoscenze relative al significato delle parole, implicando quindi la memoria semantica. Nella produzione verbale si hanno deficit di denominazione e anomia. La prima consiste nell'incapacità di produrre su richiesta il nome corretto di un oggetto o una situazione. La seconda riguarda l'incapacità di produrre spontaneamente una parola durante l'eloquio, mancando inoltre qualsiasi conoscenza implicita sulla parola, come l'iniziale, il numero di sillabe, la posizione dell'accento. Per aggirare questo deficit, l'afasico tende a usare circonlocuzioni oppure usa altre parole del lessico (parafasia semantica), arrivando alla gergoafasia semantica nel caso in cui gran parte dell'eloquio sia costituito da parafasie semantiche.
- Livello sintattico-grammaticale: studia le regole per la formazione delle frasi, e le regole per la selezione delle parole e dei suoni che hanno una funzione grammaticale (morfemi grammaticali liberi e morfemi grammaticali legati a radice). Tra le sindromi che riguardano la produzione verbale a questo livello ci sono l'agrammatismo e il paragrammatismo: nel primo si riscontrano soprattutto omissioni di parole funzione e sostituzione di morfemi legati ("bambino correre" invece di "il bambino corre"), e si associa in genere all'afasia di Broca, quindi a un linguaggio non fluente, con semplificazione delle strutture sintattiche, riduzione della lunghezza delle frasi e difficoltà nel produrre l'ordine corretto delle parole nella frase; il paragrammatismo è stato studiato molto meno dell'agrammatismo, e alcuni autori ne mettono addirittura in dubbio la specificità, dal momento che esso sarebbe caratterizzato da sostituzione di morfemi legati, caratteristica che è stata recentemente associata all'agrammatismo.

## Esame completo dell'afasico
L'afasia è un disturbo così vario che può influire su diversi livelli neurocognitivi del linguaggio. Dopo una lesione cerebrale, i deficit, non sempre evidenti, possono essere evidenziati per mezzo di test specifici. Spesso, anche quando si pensa che l'afasia iniziale sia regredita (il paziente è tornato a parlare normalmente), è possibile riscontrare ancora dei gravi disturbi evidenti solo nelle prove più complesse.
Per un esame corretto è importante prima di ogni cosa assicurarsi la collaborazione del paziente ed escludere tutti quei disturbi che possono sì alterare il linguaggio, ma che provengono da una disorganizzazione globale del funzionamento cerebrale (demenza, confusione mentale), dagli apparati sensoriali (cecità, sordità) e degli apparati motori (disartria, disfonia, problemi respiratori) e i disturbi psichiatrici importanti.
Va inoltre ricordato che l'afasia può manifestarsi anche nel linguaggio scritto, sia nella scrittura (agrafia) sia nella lettura (alessia), nel calcolo (acalculia) e nel riconoscimento di segni, forme e colori.

### Valutazione del linguaggio orale
- Espressione:
  - linguaggio spontaneo
  - ripetizione di parole e di frasi di lunghezza crescente
  - produzione di serie automatiche (giorni della settimana e dei mesi)
  - denominazione di immagini, forme e oggetti
  - descrizione di un'immagine complessa
  - ripetizione di un racconto
- Comprensione (richiede che il paziente, da un punto di vista motorio, sia in grado di eseguire gli ordini impartiti):
  - indicare oggetti e immagini
  - esecuzione di ordini semplici (chiudere gli occhi, aprire la bocca)
  - esecuzione di ordini complessi (toccare con la mano destra il gomito sinistro)
  - prova dei tre fogli (consegna precisa assegnata a ciascun foglio)

### Valutazione linguaggio scritto
- Lettura:
  - identificazione di lettere, sillabe, parole
  - lettura ad alta voce
  - comprensione linguaggio scritto: esecuzione di ordini scritti
  - corrispondenza di parole scritte con immagini, di frasi scritte con azioni
- Scrittura:
  - spontanea
  - copia
  - dettato

### Prove elaborate
- definizione di parole, modi di dire e proverbi
- costruzione di una frase con due o tre parole fornite al paziente
- critica di racconti assurdi
- interpretazione di un testo ascoltato o letto